# Sector Three Engineering
Sector Three Engineering war ein britischer Hersteller von Automobilen.

## Unternehmensgeschichte
Ian Pettinger gründete 1998 das Unternehmen in Huddersfield in der Grafschaft West Yorkshire. Steve Greenwood, der zuvor bei Litton Cars tätig war, und Richard Ashby entwickelten ein Fahrzeug. 1998 oder 1999 begann die Produktion von Automobilen und Kits. Der Markenname lautete Savant. Ein Fahrzeug wurde 1999 auf einer Autoshow in Stoneleigh präsentiert. 2000 endete die Produktion. Insgesamt entstanden etwa zwei Exemplare.
Quantum Sports Cars übernahm das Projekt und vermarktete es unter eigenem Markennamen als Quantum Xtreme.

## Fahrzeuge
Das einzige Modell war der 175. Dies war ein Fahrzeug im Stil des Lotus Seven. Die Basis bildete ein Monocoque. Darauf wurde eine offene zweisitzige Karosserie montiert. Zur Wahl standen drei Ausführungen, die sich geringfügig unterschieden. Der Motor kam vom Ford Sierra.